# 聚花野扇花
聚花野扇花（学名：Sarcococca confertiflora）是黄杨科野扇花属的植物。属中国原产的植物（非从国外引种）。

## 别名
聚花清香桂（云南植物志）